# Neuracanthus leandrii
Neuracanthus leandrii är en akantusväxtart som beskrevs av Raymond Benoist. Neuracanthus leandrii ingår i släktet Neuracanthus och familjen akantusväxter. Inga underarter finns listade i Catalogue of Life.